# Neosemidalis (Neosemidalis) brevipennis
Neosemidalis (Neosemidalis) brevipennis is een insect uit de familie van de dwerggaasvliegen (Coniopterygidae), die tot de orde netvleugeligen (Neuroptera) behoort. 
Neosemidalis (Neosemidalis) brevipennis is voor het eerst wetenschappelijk beschreven door Meinander in 1990.